# NGC 89

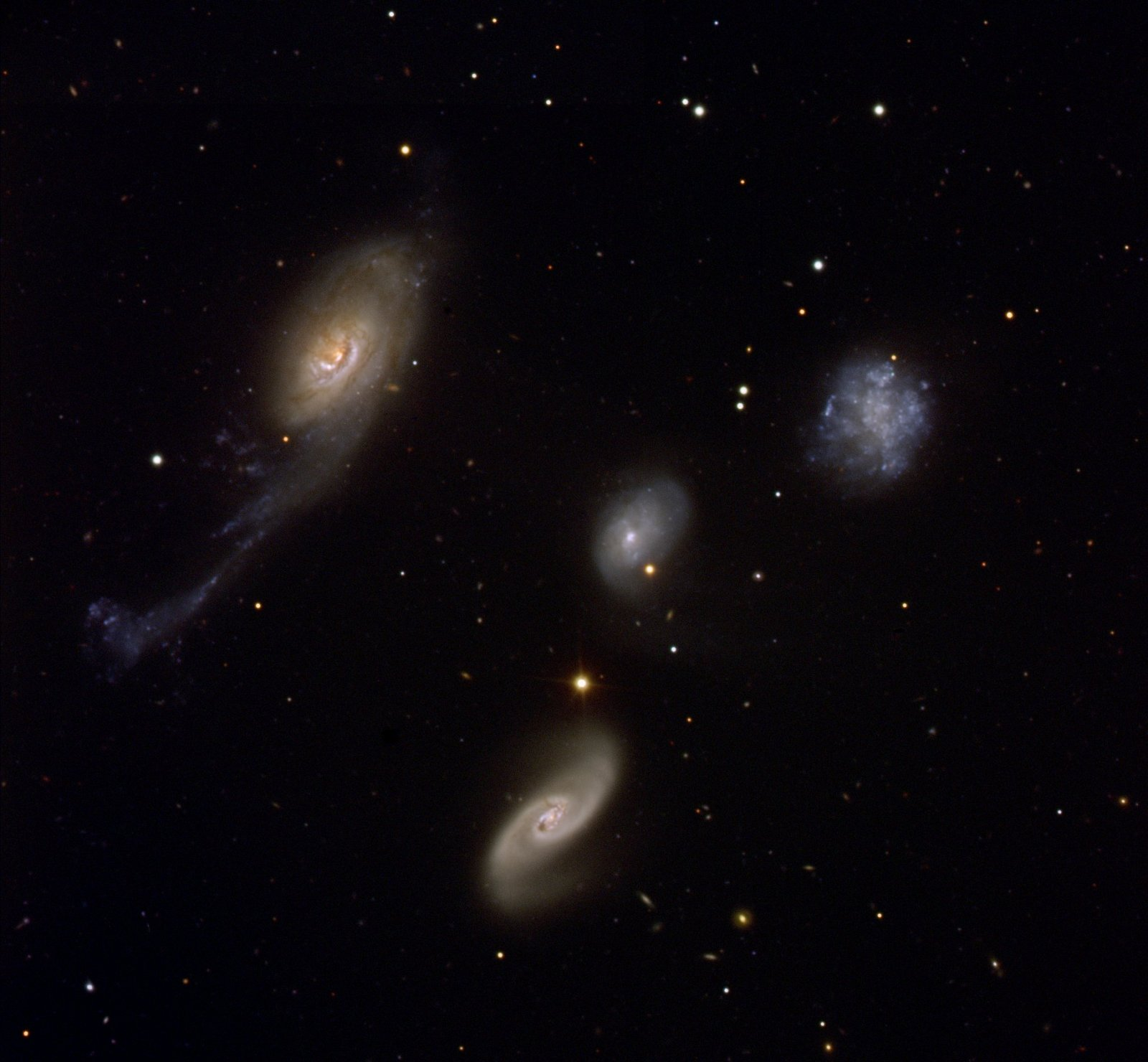
NGC 89 est en réalité une galaxie spirale.

NGC 89 est une galaxie spirale barrée située dans la constellation du Phénix. NGC 89 a été découverte par l'astronome britannique John Herschel en 1834.

## Caractéristiques
Sa vitesse par rapport au fond diffus cosmologique est de 3 089 ± 17 km/s, ce qui correspond à une distance de Hubble de 45,6 ± 3,2 Mpc (∼149 millions d'al).
Notons que la base de données NASA/IPAC ainsi que Wolfgang Steinicke considèrent cette galaxie comme lenticulaire. Cette classification est sans doute basée sur d'anciennes photographies, car on voit clairement la présence de bras spiraux ainsi que d'une barre sur la photographie du quartette de Robert.
NGC 89 présente une large raie HI et c'est aussi une galaxie LINER, c'est-à-dire une galaxie dont le noyau présente un spectre d'émission caractérisé par de larges raies d'atomes faiblement ionisés.
Elle est située près de NGC 87, NGC 88 et NGC 92. C'est un groupe de quatre galaxies en interaction qui porte le nom de quartette de Robert.  